# Вест-Модесто (Каліфорнія)
Вест-Модесто (англ. West Modesto) — переписна місцевість (CDP) в США, в окрузі Станіслаус штату Каліфорнія. Населення — 5965 осіб (2020).

## Географія
Вест-Модесто розташований за координатами 37°37′8″ пн. ш. 121°2′22″ зх. д. / 37.61889° пн. ш. 121.03944° зх. д. (37.618956, -121.039467).  За даними Бюро перепису населення США в 2010 році переписна місцевість мала площу 5,26 км², з яких 5,14 км² — суходіл та 0,12 км² — водойми. В 2017 році площа становила 3,73 км², з яких 3,69 км² — суходіл та 0,04 км² — водойми.

## Демографія
Згідно з переписом 2010 року, у переписній місцевості мешкали 5682 особи в 1593 домогосподарствах у складі 1233 родин. Густота населення становила 1080 осіб/км².  Було 1773 помешкання (337/км²).
Расовий склад населення:
| - 53,2 % — білих - 4,6 % — азіатів - 2,4 % — чорних або афроамериканців - 1,5 % — корінних американців - 0,1 % — вихідців з тихоокеанських островів - 33,2 % — осіб інших рас |

До двох чи більше рас належало 5,0 %. Частка іспаномовних становила 62,1 % від усіх жителів.
За віковим діапазоном населення розподілялося таким чином: 30,9 % — особи молодші 18 років, 61,0 % — особи у віці 18—64 років, 8,1 % — особи у віці 65 років та старші. Медіана віку мешканця становила 30,2 року. На 100 осіб жіночої статі у переписній місцевості припадало 103,4 чоловіків;  на 100 жінок у віці від 18 років та старших — 101,5 чоловіків також старших 18 років.
Середній дохід на одне домашнє господарство  становив 46 398 доларів США (медіана — 30 221), а середній дохід на одну сім'ю — 44 722 долари (медіана — 30 551). Медіана доходів становила 34 583 долари для чоловіків та 37 125 доларів для жінок. За межею бідності перебувало 41,2 % осіб, у тому числі 54,8 % дітей у віці до 18 років та 14,5 % осіб у віці 65 років та старших.
Цивільне працевлаштоване населення становило 1620 осіб. Основні галузі зайнятості: будівництво — 27,0 %, освіта, охорона здоров'я та соціальна допомога — 15,8 %, роздрібна торгівля — 13,3 %, науковці, спеціалісти, менеджери — 13,1 %.